# کانر ییگر

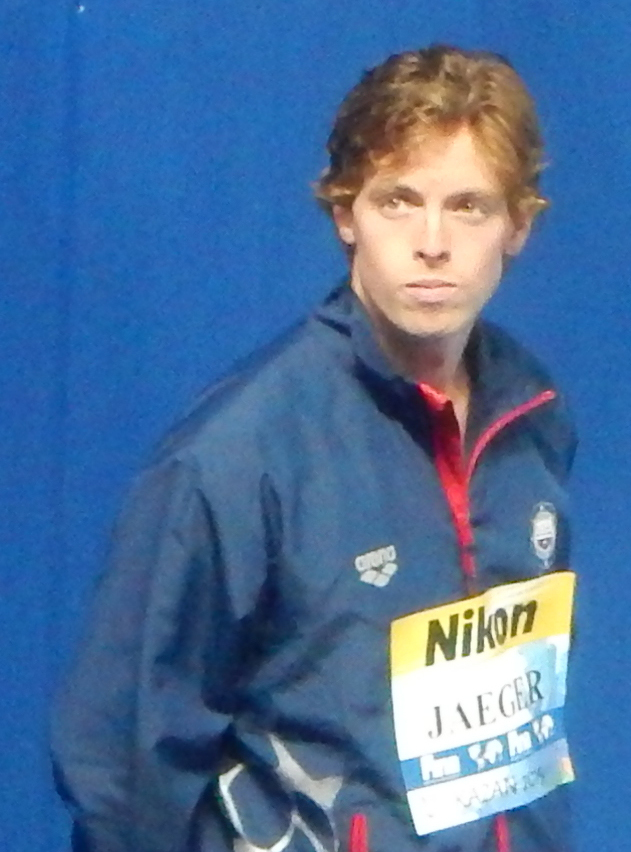
کانر ییگر در سال ۲۰۱۵

کانر ییگر (به انگلیسی: Connor Jaeger) (زادهٔ ۳۰ آوریل ۱۹۹۱) شناگر اهل ایالات متحده آمریکا است.